# Barbacou à front blanc
Monasa morphoeus
Espèce
Statut de conservation UICN

 LC  : Préoccupation mineure
Le Barbacou à front blanc (Monasa morphoeus) est une espèce d'oiseau de la famille des bucconidés (ou Bucconidae).